# 고향을 어찌 잊으리까
《고향을 어찌 잊으리까》는 1986년 8월 14일부터 8월 16일까지 KBS 1TV에서 방영된 3부작 8.15 특집드라마이다. 임진왜란 시기에 일본에 끌려간 조선 출신 도공들과 그 후손들이 14대 400년 동안에 걸쳐 심수관(沈壽官)을 형성하고 민족의 뿌리를 지키며 살아가면서 조선의 도자기 문화가 일본에 유입되어 사쓰마야키(薩摩燒)가 등장하는 이야기를 주제로 하고 있다. 일본의 소설가인 시바 료타로의 소설을 원작으로 하여 제작했으며 1985년 7월부터 일본 규슈·교토·나고야·가고시마, 대한민국 강진·변산반도 등에서 현지 로케이션 촬영을 진행했다.

## 출연진
- 태민영
- 김성겸
- 김흥기